# Посольство США в Беларуси
Посо́льство Соединённых Штатов Америки в Белоруссии (англ. Embassy of the United States in Belarus, бел. Амбасада Злучаных Штатаў Амерыкі ў Беларусі) — дипломатическая миссия Соединённых Штатов Америки в Республике Беларусь. Посольство находится в столице Белоруссии, городе Минске.

## История
Соединённые Штаты признали независимость Белоруссии 25 декабря 1991 года, после чего 28 декабря 1991 года между двумя странами были установлены дипломатические отношения. В декабре 1991 года председатель Верховного совета Беларуси Станислав Шушкевич направил письмо президенту США Джорджу Бушу с предложением установить дипотношения и обменяться посольствами. Через год Конгресс США утвердил это решение. 
11 августа 1992 года послом США в Беларуси был назначен Дэвид Хейвуд Шварц. Он вступил в должность 25 августа 1992 года, в первую годовщину независимости Беларуси. 9 сентября 1992 года состоялось вручение верительных грамот.
В декабре 1992 года в Минске открылось посольство США. В апреле 1993 года в Вашингтоне открылось посольство Республики Беларусь.
В 1993 году председатель Верховного Совета Беларуси Станислав Шушкевич встретился с президентом США Биллом Клинтоном, а в начале 1994 года Клинтон прибыл в Беларусь. Во время визита он посетил в том числе мемориал Куропаты — место расстрела жертв сталинских репрессий под Минском.
В апреле 1998 года белорусские власти проинформировали глав дипломатических миссий, в том числе посла США, о том, что им пришлось покинуть резиденции, расположенные в посёлке Дрозды в Минске, в связи с ремонтом. В знак протеста против расторжения договоров аренды белорусским правительством и создания препятствий для жизни в поместье 22 июня 1998 года посол США в Белоруссии Дэниел В. Спекхард вместе с послами некоторых европейских стран покинул Белоруссию. Однако после решения вопроса о резидентстве дипломатов и выплаты компенсации посол Спекхард в сентябре 1999 года вернулся в Минск.
В 2008 году в результате введения правительством США санкций в отношении белорусской государственной нефтяной компании «Белнефтехим» из-за политики президента Александра Лукашенко в отношении оппозиции во взаимоотношениях обеих стран возник кризис. В результате правительство Белоруссии отозвало своего посла Михаила Хвостова из Вашингтона для консультаций. Затем по настоянию белорусских властей из Минска уехала посол США Карен Стюарт, которая была отозвана со своего поста правительством США 12 марта 2008 года. Затем Белоруссия рекомендовала Соединённым Штатам сократить количество сотрудников посольства вдвое — 17 из 34 оставшихся дипломатов были высланы из Белоруссии. В свою очередь посольство США приостановило рассмотрение заявлений на получение и выдачу виз белорусским гражданам. После этого белорусские власти выслали ещё десять из пятнадцати американских дипломатов. К концу года в посольстве США в Минске осталось всего пять дипломатов, а саму дипмиссию США с того времени стали возглавлять не послы, а временные поверенные. В качестве ответной реакции Госдепартамент США рассматривал возможность предъявления требований о дальнейшем сокращении числа белорусских дипломатов в США и даже о закрытии посольства Белоруссии в Вашингтоне, посольства США в Минске и генерального консульства Белоруссии в Нью-Йорке. Однако вскоре Государственный секретарь США Кондолиза Райс передумала, предпочтя сохранить хоть какой-то канал связи между странами.
В феврале 2019 года во время встречи министра иностранных дел Беларуси Владимира Макея с заместителем помощника госсекретаря США по европейским и евразийским делам Джорджем П. Кентом в Минске белорусская сторона объявила о снятии ограничений на численность дипломатического персонала Посольство США в Минске. 17 сентября 2019 года заместитель госсекретаря по политическим вопросам Дэвид Хейл во время встречи с президентом Беларуси Александром Лукашенко объявил об обмене послами двух стран.
1 февраля 2020 года во время визита в Минск госсекретарь США Майк Помпео объявил, что в ближайшее время будет назначен посол США в Белоруссии. В июне 2020 года поверенный в делах Дженифер Х. Мур объявила, что американский посол приедет в Белоруссию этим летом. 
Президент Дональд Трамп назначил на данную должность заместителя помощника государственного секретаря США по делам Западной Европы Джули Фишер.
28 февраля 2022 года Государственный департамент США распорядился об отъезде госслужащих США и приостановке деятельности посольства США в Минске из-за вторжения России на Украину.

## Послы
- Дэвид Хейвуд Шварц (1992—1994)
- Кеннет Спенсер Яловиц (1994—1997)
- Дэниел Спекхард (1997—2000)
- Майкл Козак (2000—2003)
- Джордж Крол (2003—2006)
- Карен Стюарт (2006—2008)
- Джонатан Мур в.п. (2008—2009)
- Майкл Скэнлэн в.п. (2009—2013)
- Итан Голдрич в.п. (2013—2014)
- Скотт Рауланд в.п. (2014—2016)
- Роберт Райли в.п. (2016—2018)
- Дженифер Мур в.п. (2018—2020)
- Джеффри Джаук в.п. (2020)
- Джули Фишер (2020—2022)
- Рубен Арутюнян в.п. (2022—2023)
- Питер Кауфманн в.п. (2023—2025)
- Майкл Крейдлер в.п. (2025 — наст. время)